# Merde Actually
Merde Actually (2005) is een komische roman van de in Frankrijk wonende Engelse schrijver Stephen Clarke. Het is het tweede deel in een serie van vier boeken met de fictieve figuur Paul West in de hoofdrol. De voorganger van Merde Actually was het, aanvankelijk in eigen beheer uitgegeven, A Year in the Merde, in het Nederlands verschenen onder de titel 'Lente in Parijs'.
Het derde en vierde deel zijn respectievelijk Merde Happens (2007) en Dial M for Merde (2008).
De titel van Merde Actually is een verwijzing naar de filmkomedie Love Actually. De titel van de Amerikaanse versie luidt 'In the Merde for Love', de Franse titel is 'God Save les Françaises'. De Engelstalige titels van de vier boeken bevatten alle het woord 'merde', dat in het Engels, en ook wel in het Nederlands, kan worden vertaald met 'shit'. Deze aanduiding verwijst zowel naar de in de ogen van Paul West aanzienlijke hoeveelheid hondenpoep in de straten van Parijs als naar de precaire situaties waarin de hoofdpersoon keer op keer belandt.

## Verhaal
Paul West is met zijn vriendin Florence, zijn compagnon bij het opzetten van zijn eigen Engelse tearoom in Parijs, op vakantie als zij een aanrijding krijgen in de van Florences vader geleende auto. Noodgedwongen nemen zij tijdelijk hun intrek in het plattelandshuisje van Florences moeder. Dat blijkt nogal een bezoeking, aangezien de neurotische moeder hem aan allerlei huishoudelijke karweitjes zet en de overige inwoners van het dorp, inclusief de burgemeester, hun best lijken te doen hem in te kapselen in hun bestaan. Uiteindelijk weet het stel hun reis voort te zetten, waarna zij op het trendy vakantie-eiland Île de Ré belanden, waar Florences vader een huisje heeft. Enkele escapades met de drinkgrage vader, waarbij West zich niet onbetuigd laat, leiden tot zijn vlucht terug naar Parijs en een eind aan de relatie met Florence. De werkzaamheden aan de tearoom blijken inmiddels niet erg gevorderd, mede dankzij de minieme inzet van de door Florence aangetrokken architect, een oude vlam van haar. Met inzet van alle krachten weet West, met behulp van Poolse arbeidskrachten, en alle ellende van dien, de tearoom met enige vertraging te openen. De zaak begint na enige strubbelingen goed te lopen en, na diverse amoureuze escapades met verschillende dames, laat Paul West de zaken tijdelijk over aan de zoon van zijn voormalige baas (de eigenaar van het pand) om zich in Londen te melden bij zijn oude werkgever, maar vooral om het hart te winnen van Alexa, de succesvol gebleken fotografe, die hij in het eerste deel van de serie had leren kennen en die hij maar niet kon vergeten. Uiteindelijk lukt het hem haar mee te lokken op een reis naar Zuid-Frankrijk, wat ook weer niet zonder moeilijkheden verloopt en waarbij hij zijn bagage en papieren kwijtraakt. Als hij ten slotte op de plaats van bestemming aangifte doet van de vermissing, blijkt dat zowel het auto-ongeluk als de ruzie met de architect en het feit dat hij niet heeft voldaan een bureaucratische beslissing (om zijn menukaart en zelfs de naam van zijn tearoom in het Frans te vertalen) niet onopgemerkt zijn gebleven. Merde!